# Cuca Canals
Cuca Canals (ur. 21 lipca 1962 w Barcelonie), hiszpańska pisarka i scenarzystka.
Canals skończyła studia dziennikarskie na uniwersytecie w rodzinnym mieście. Pracowała w reklamie, była współautorką scenariusza do pięciu filmów Bigasa Luny. Jako prozaiczka debiutowała w 1996 powieścią Długa Berta. W swoich utworach często korzysta z baśniowych schematów fabularnych, są one pełne gier słownych i ironii. Sama ilustruje książki własnego autorstwa.

## Proza
- Długa Berta (Berta la larga 1996)
- Ałtorka (La hescritora 1998)
- Płacz, Radosna (Llora, Alegría 1999)

## Scenariusze
- Szynka, szynka (Jamón, jamón 1992)
- Huevos de oro (1993)
- Pierś i księżyc (La Teta i la lluna 1994)
- Pokojówka z Titanica (La camarera del Titanic 1997)
- Volavérunt (1999)